# Glaphyra diasema
Glaphyra diasema là một loài bọ cánh cứng trong họ Cerambycidae.